# Altillac
Altillac je francouzská obec v departementu Corrèze v regionu Nová Akvitánie. V roce 2017 zde žilo 861 obyvatel.

## Poloha obce
Obec leží u hranic departementu Corrèze s departementem Dordogne.
Sousední obce jsou: Bassignac-le-Bas, Reygade, Mercœur, Cahus (Lot), Gagnac-sur-Cère (Lot), Astaillac, Beaulieu-sur-Dordogne a Brivezac.

## Vývoj počtu obyvatel
Počet obyvatel: 

## Osobnosti města
- Jean-Antoine Marbot (1754–1800) – francouzský generál a politik
- Adolphe Marbot (1781–1844) – francouzský generál
- Marcellin Marbot (1782–1854) – francouzský generál